# Fortuna Geleen
Fortuna Geleen is een voormalige handbalvereniging uit Geleen in de Nederlandse provincie Zuid-Limburg. In 1948 is vanuit de atletiekwereld het eerste dameshandbalteam van Fortuna ontstaan onder de naam HV Maurits. In 1950 veranderde de vereniging HV Maurits zijn naam in Fortuna Geleen. In 1969 kreeg de vereniging ook een herenafdeling.

## Erelijst
Heren
| Nationaal          |    |         |
| Derde divisie      | 1x | 1981/82 |
| Provinciale Klasse | 1x | 1974/75 |
| Eerste Klasse      | 1x | 1973/74 |
| Tweede Klasse      | 1x | 1971/72 |
| Derde Klasse       | 1x | 1969/70 |

Dames
| Nationaal          |    |         |
| Tweede divisie     | 1x | 1973/74 |
| Provinciale Klasse | 1x | 1969/70 |
| Tweede Klasse      | 1x | 1952/53 |
| Derde Klasse       | 1x | 1951/52 |